# قارچ‌خونی
قارچ‌خونی یا فونگمی (انگلیسی: Fungemia) (که فونگمیا و فونژمی هم نامیده شده)، یک عفونت جدی و بالقوه کشنده است که در آن قارچ‌ها وارد جریان خون می‌شوند. این وضعیت معمولاً در افرادی با سیستم ایمنی ضعیف، مانند بیماران مبتلا به سرطان، ایدز، یا افرادی که تحت درمان‌های سرکوب‌کننده دستگاه ایمنی هستند، رخ می‌دهد. قارچ‌ها می‌توانند از طریق کاتترهای داخل وریدی، جراحی‌ها، یا عفونت‌های موضعی وارد جریان خون شوند.
علائم قارچ‌خونی می‌تواند شامل تب، لرز، تعریق، خستگی، درد عضلانی، سردرد، حالت تهوع، استفراغ، تنگی نفس، گیجی، و کاهش هوشیاری باشد. تشخیص قارچ‌خونی معمولاً با کشت خون و آزمایش‌های دیگر مانند آزمایش‌های سرولوژی و مولکولی انجام می‌شود.
درمان قارچ‌خونی بستگی به نوع قارچ عامل عفونت و شدت بیماری دارد. داروهای ضد قارچ معمولاً برای درمان این بیماری تجویز می‌شوند. در برخی موارد، ممکن است جراحی برای برداشتن منبع عفونت یا درمان عوارض آن لازم باشد. پیشگیری از قارچ‌خونی شامل رعایت بهداشت، استفاده صحیح از کاتترهای داخل وریدی، و درمان سریع عفونت‌های موضعی است.